# 热讷-瓦勒德卢瓦尔
热讷-瓦勒德卢瓦尔（法語：Gennes-Val-de-Loire，法語發音：[ʒɛn val də lwaʁ] ⓘ）是法国曼恩-卢瓦尔省的一个市镇，位于该省东部，横跨卢瓦尔河两岸并得名，属于索米尔区。该市镇总面积144.94平方公里，2018年时的人口为8661人。

## 地名
热讷（Gennes）为该市镇的组成市镇之一，也是该市镇今天的政府驻地；瓦勒德卢瓦尔（Val-de-Loire）意为“卢瓦尔河谷”。

## 历史
热讷-瓦勒德卢瓦尔最初成立于2016年12月15日，由5个市镇合并而成：
- 谢讷于特-特雷沃-屈诺（Chênehutte-Trèves-Cunault）
- 热讷（Gennes）
- 格雷济耶（Grézillé）
- 圣乔治德塞特瓦（Saint-Georges-des-Sept-Voies）
- 勒图雷伊（Le Thoureil）

其中政府驻地为热讷。
2018年1月1日，又有2个市镇加入，它们是：
- 卢瓦尔河畔莱罗西耶（Les Rosiers-sur-Loire）
- 圣马丹德拉普拉斯（Saint-Martin-de-la-Place）

## 交通
卢瓦尔河畔莱罗西耶站每天开行前往昂热和索米尔方向的列车。